# جونغزه
جونغزه (بالإنجليزية: Zhongzê)‏ هي منطقة سكنية تقع في الصين في أزمة التبت والصين. يقدر عدد سكانها بـ
- نسمة .